# Welt (gmina)
Welt (fryz. Wäilt, duń. Velt) – gmina w Niemczech, w kraju związkowym Szlezwik-Holsztyn, w powiecie Nordfriesland, wchodzi w skład urzędu Eiderstedt.